# Zandsteenbesluit

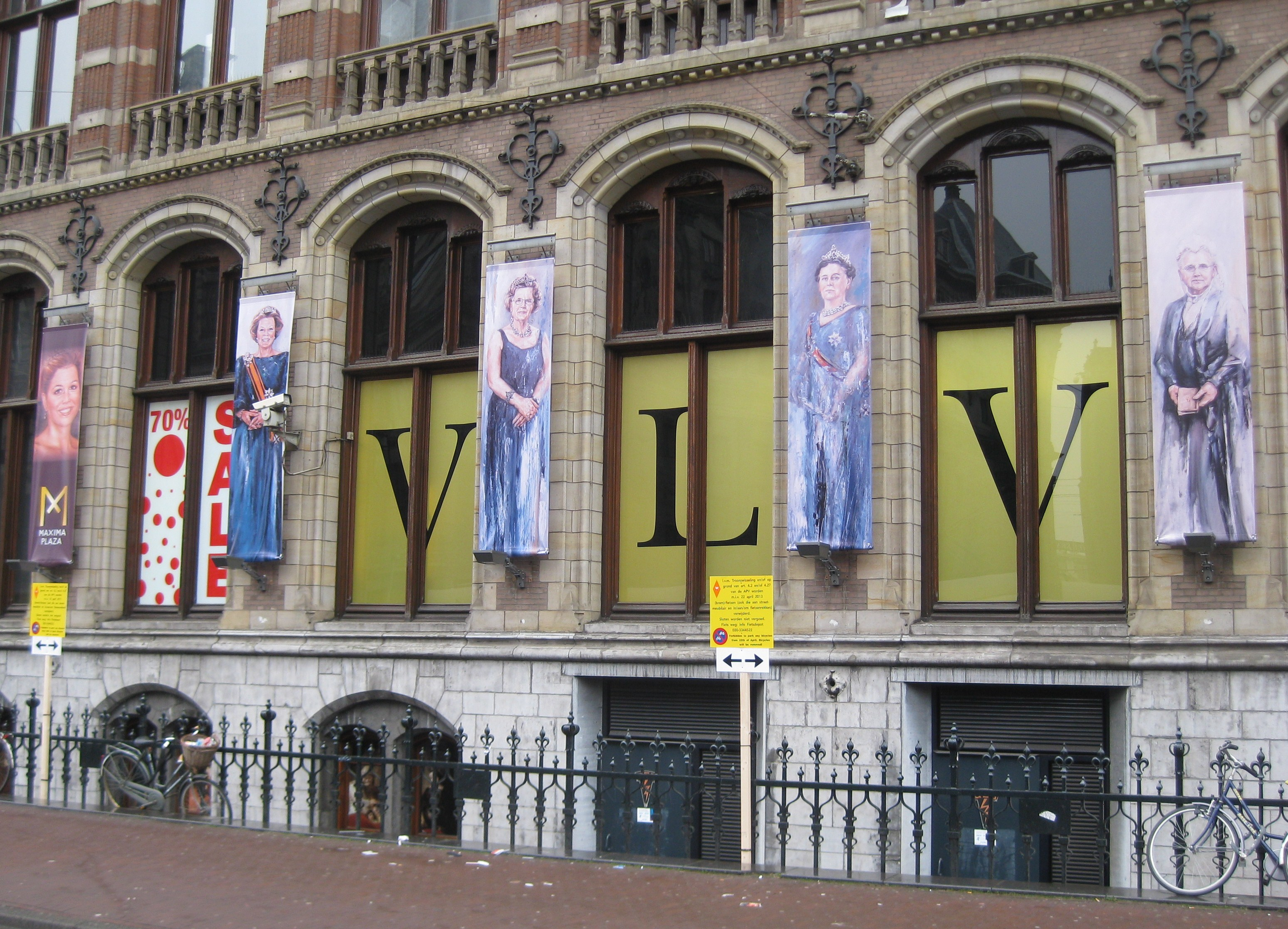
De zandstenen versiering van het Amsterdamse Hoofdpostkantoor kostte uiteindelijk aan zeker 20 steenhouwers het leven. Het Zandsteenbesluit moest aan deze problemen een einde maken.

Het Zandsteenbesluit is een Nederlandse algemene maatregel van bestuur die in 1951 van kracht werd, en die de verwerking van zandsteen verbiedt. Het is een uitvloeisel van de Silicosewet, die werd ingevoerd om werknemers te beschermen tegen de schadelijke effecten van het inademen van steenstof en -gruis. Hierdoor kan namelijk silicose worden veroorzaakt, een ongeneeslijke aandoening van de longen die uiteindelijk fataal is. Voor het Zandsteenbesluit ging het specifiek om steenhouwers die zandsteen bewerkten. Het daarbij ontstaande kwartsstof was in het bijzonder gevaarlijk.
Dat mag blijken uit het feit dat bijvoorbeeld tijdens en vlak na de bouw van het hoofdpostkantoor in Amsterdam zeker twintig steenhouwers overleden, velen van hen nog geen 40 jaar oud. De Steenhouwerswet van 1911 stelde enige eisen aan het gereedschap en de arbeidsomstandigheden (zo werden bepaalde gereedschappen die veel stof veroorzaakten, verboden) maar het werken met zandsteen bleef toegestaan en de wet had niet het beoogde effect. Op aandringen van zowel werknemers als werkgevers in de branche, verbood de overheid uiteindelijk in 1951 het werken met zandsteen.
Het besluit had uiteraard gevolgen voor de restauratie van oude gebouwen, die vaak rijkelijk voorzien waren van Bentheimer zandsteen en Obernkirchener zandsteen, twee soorten zandsteen die bijzonder werden gevreesd. Ontheffing van het besluit was mogelijk, maar alleen bij erkende monumenten en onder strikte voorwaarden die de gezondheid van de werknemers moesten waarborgen. In de jaren 70 van de twintigste eeuw is ruim 200 maal een dergelijke ontheffing verleend.
Met de invoering van de Arbeidsomstandighedenwet 1998 is het Zandsteenbesluit ingetrokken en vervangen door artikel 4.60 van het Arbeidsomstandighedenbesluit, waarin de uitzonderingen zijn geregeld, en dat een certificeringsplicht bevat voor bedrijven die van die uitzonderingen gebruik willen maken.